# Simón Díaz
Simón Díaz (Barbacoas, 8 agosto 1928 – Caracas, 19 febbraio 2014) è stato un cantante e compositore venezuelano, i cui lavori sono considerati tra i più significativi della musica venezuelana e dell'America Latina in genere.

## Biografia
Durante la sua infanzia, Simon Diaz ha lavorato nella fattoria Guabina (Hato Guabina). Suo padre, il maestro Juan e sua madre, Doña Maria, decidono di lasciare questo villaggio coperto di malattie. La famiglia vive quindi a Turmero, Maracay, Magdaleno e Villa de Cura, per trovare una vita migliore; ma il padre di Simon muore a Villa de Cura. Il giovane Simon deve quindi lavorare e trasferirsi con la sua famiglia a San Juan de los Morros.
Simon Diaz ha lavorato nel gruppo musicale di Siboney. All'età di vent'anni, si è trasferito a Caracas e ha iniziato i suoi studi musicali presso la Graduate School of Music, dove ha acquisito una vasta conoscenza della musica e imparato a suonare diversi strumenti. Ha iniziato la sua carriera su Venevision TV con il suo spettacolo La Quinta de Simon che lo renderà famoso. Successivamente, ha lavorato come conduttore radiofonico su Radio Caracas.
Tra le sue canzoni più celebri Caballo Viejo, che racconta l'amore di un uomo maturo che non ha tempo da perdere.